# 拉普雷里森特 (伊利諾伊州)
拉普雷里森特（英語：La Prairie Center）是位於美國伊利諾伊州馬歇爾縣的一個非建制地區。該地的面積和人口皆未知。

## 地理
拉普雷里森特的座標為41°01′01″N 89°35′26″W / 41.01694°N 89.59056°W，而該地的平均海拔高度為234米（即768英尺）。